# Брудзень-Дужий (гміна)
Гміна Брудзень-Дужи (пол. Gmina Brudzeń Duży) — сільська гміна у центральній Польщі. Належить до Плоцького повіту Мазовецького воєводства.
Станом на 31 грудня 2011 у гміні проживало 8132 особи.

## Площа
Згідно з даними за 2007 рік площа гміни становила 161.82 км², у тому числі:
- орні землі: 72.00%
- ліси: 14.00%

Таким чином, площа гміни становить 9.00% площі повіту.

## Населення
Станом на 31 грудня 2011:
| Опис     | Загалом | Загалом | Чоловіки | Чоловіки | Жінки | Жінки |
| -------- | ------- | ------- | -------- | -------- | ----- | ----- |
| одиниця  | осіб    | %       | осіб     | %        | осіб  | %     |
| все      | 8132    | 100     | 4112     | 50.57    | 4020  | 49.43 |
| міське   | 0       | 100     | 0        |          | 0     |       |
| сільське | 8132    | 100     | 4112     | 50.57    | 4020  | 49.43 |

## Сусідні гміни
Гміна Брудзень-Дужи межує з такими гмінами: Влоцлавек, Ґоздово, Добжинь-над-Віслою, Мохово, Новий Дунінув, Стара Біла, Тлухово.